# Bartymeusz
Bartymeusz (gr. Βαρτίμαιος „syn Timaiosa”) – postać biblijna z Nowego Testamentu.
Syn Tymeusza (Timaiosa), niewidomy, który pod Jerychem wołał Jezusa: Synu Dawida, ulituj się nade mną!, a którego Jezus uzdrowił. Patrz Mk 10,46 - 52. Ponieważ oba określenia „Bartymeusz” i „syn Tymeusza” znaczą to samo, jego prawdziwe imię nie jest znane. Imię Timaios oznacza po grecku kogoś szanowanego (τιμή 'cześć, szacunek').

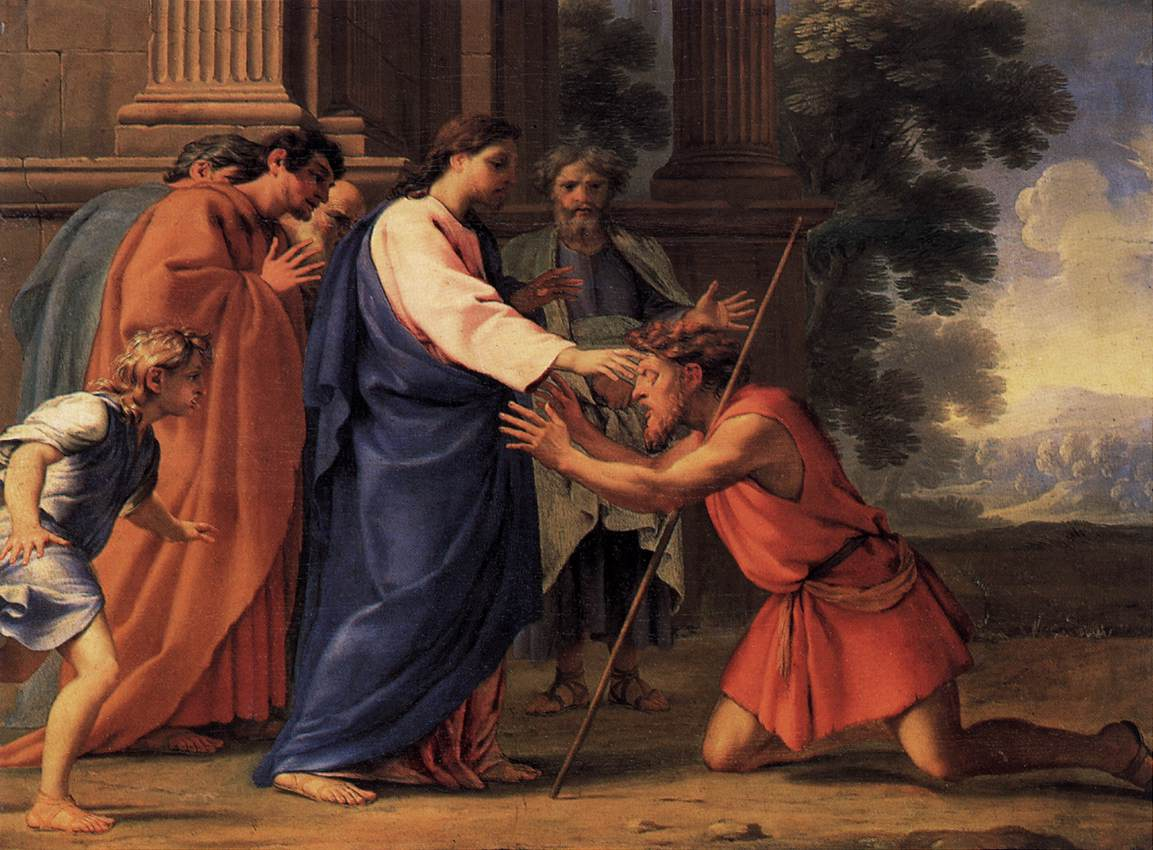
Chrystus i Bartymeusz, XVII-wieczne malowidło autorstwa Eustache Le Sueur'a